# Megastethodon divisus
Megastethodon divisus är en insektsart som först beskrevs av Walker 1870.  Megastethodon divisus ingår i släktet Megastethodon och familjen spottstritar. Inga underarter finns listade i Catalogue of Life.